# Левицький Михайло Михайлович
Михайло Михайлович Левицький (псевдо: «Турист»; нар. 1916, с. Васючин, нині Рогатинська міська громада, Івано-Франківський район, Івано-Франківська область — пом. 25 квітня 1950, с. Воскресинці, нині Рогатинська міська громада, Івано-Франківський район, Івано-Франківська область) — український військовик, лицар Бронзового хреста бойової заслуги УПА.

## Життєпис
Навчався у Рогатинській гімназії. Стрілець самооборонної сотні командира «Коса» (1944—1945), кущовий провідник у Букачівському р-ні, провідник Букачівського районного проводу ОУНР (грудень 1949 — 25 квітня 1950).
Загинув у бою з облавниками в селі Воскресинці (застрілився в криївці).

## Нагороди
Відзначений Бронзовим хрестом бойової заслуги УПА (30.11.1949).